# Bundesstraße 43a
Die Bundesstraße 43a (Abkürzung: B 43a) ist eine autobahnähnliche Verbindungsstraße zwischen dem Hanauer Kreuz (A 45 Dortmund/A 66 Fulda) und der Einmündung in die ebenfalls autobahnähnlich gebaute B 45 in der Nähe der Anschlussstelle Hanau der A 3 (Köln-Frankfurt am Main-Würzburg). Sie ist auf ihrer Gesamtlänge ein Teilstück der ursprünglich geplanten A 683, die das Hanauer Kreuz mit Dieburg verbinden sollte, letztendlich aber als Kompositum der autobahnähnlich gebauten Bundesstraßen B 43a und B 45 realisiert wurde.

## Besonderheit
Überregional bekannt wurde die B 43a, als der Lückenschluss der Straße im Bereich Hanau-Wolfgang, nicht jedoch die Lärmschutzmaßnahmen fertiggestellt waren. Eigentlich hätte die Straße noch nicht dem Verkehr übergeben werden dürfen, allerdings fanden die betroffenen Anwohner und die Behörden einen Kompromiss, so dass der Verkehr bereits vor der Vollendung der Lärmschutzwand die Verbindung – wenn auch mit Einschränkungen (Freigabe nur eines Fahrstreifens je Richtung und Begrenzung der Geschwindigkeit auf maximal 50 km/h) – nutzen konnte.